# كورنيش دارين

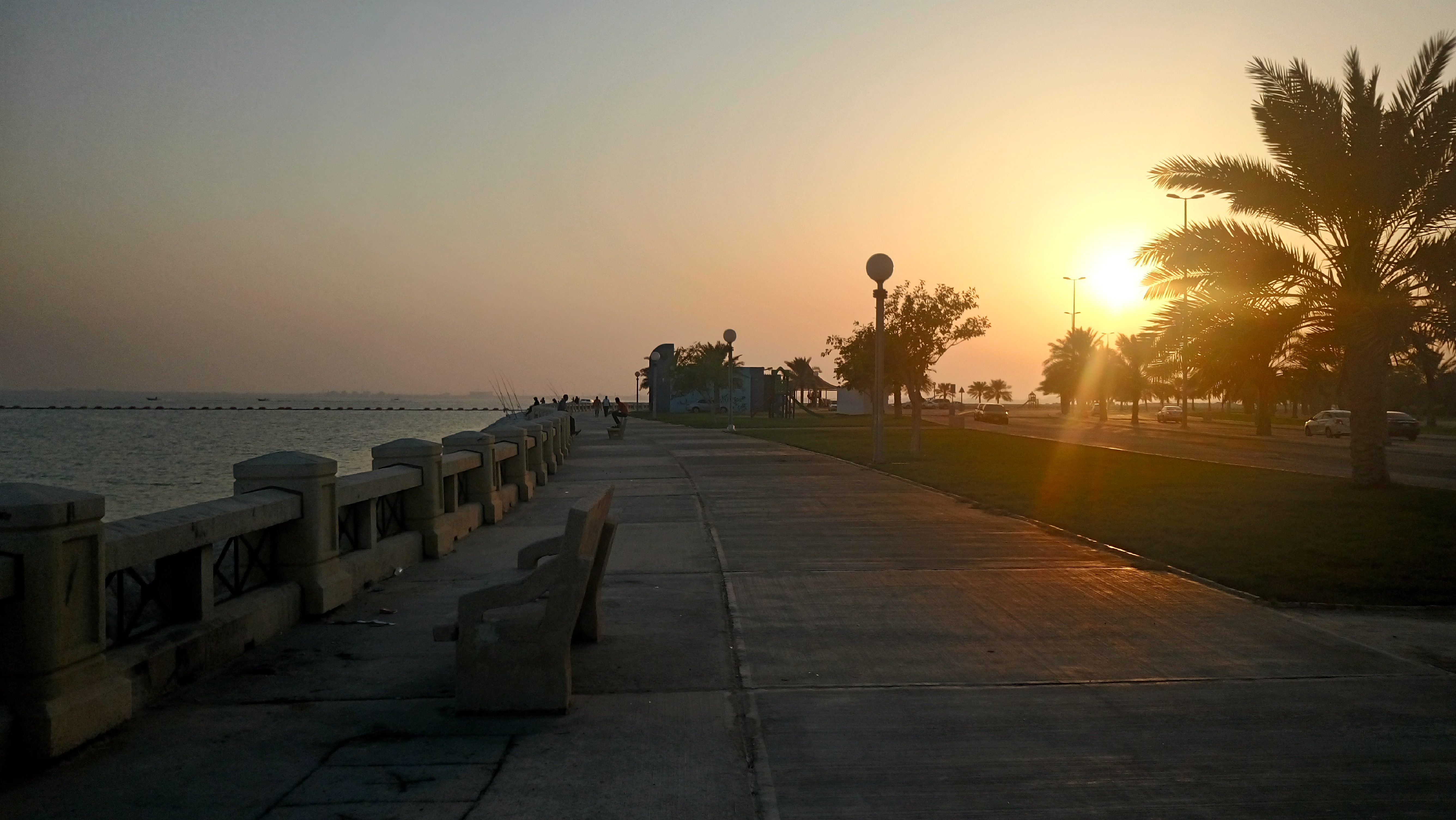
صورة لممشى كورنيش دارين في الغروب.

كورنيش دارين هو ساحل بحري أثري يطل على خليج تاروت، غرب الخليج العربي. يمتد الشاطئ من نهاية الربيعية مروراً بشاطئ الرملة البيضاء وبداية بلدة دارين ونهايةً بالفاصل الرملي الذي ينتهي بكورنيش المحيسنيات. يمتد الكورنيش ليصل إلى قرابة الكيلومترين.

## الموقع
يقع شاطئ الرملة البيضاء شرق بلدة دارين مقابل قصر محمد بن عبد الوهاب الفيحاني ومتحف دارين، بمحافظة القطيف. يحدّه من الغرب حي الحالة، ومن الجنوب خليج تاروت، وشمالاً الربيعية ثم سنابس.

## معالم الكورنيش

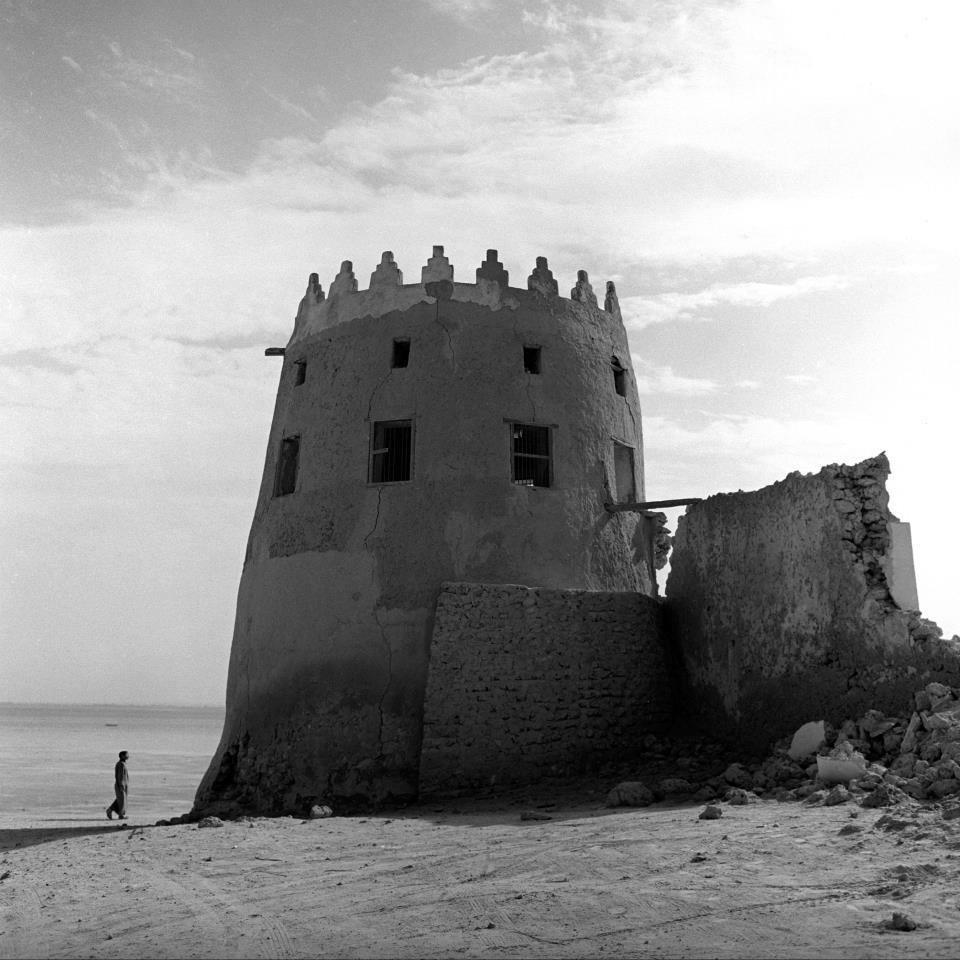
برج قلعة دارين المجاورة لقصر محمد بن عبد الوهاب الفيحاني في 1975م أثناء انحسار ماء البحر. ويظهر خلفه ساحل دارين البحري قبل رصفه.

### قصر محمد بن عبد الوهاب الفيحاني
قصر محمد بن عبد الوهاب الفيحاني أو قصر الفيحاني هو قصر أثري تجاوره قلعة تُعرف بقلعة دارين يقع في قرية دارين بجزيرة تاروت في محافظة القطيف شرق السعودية. رُمِّمت القلعة من قبل محمد بن عبد الوهاب الفيحاني ما بين عامي 1884م و1885م فصارت تُعرَف باسمه.
القصر بملحقاته قائمٌ على منتصف قوس ساحل جنوب دارين، ويضّم مرافقَ وملحقاتٍ عدّة تتضمنُ: مجموعةَ غُرَفٍ، مخازنَ، مجالسَ وفناءً خلفيًّا؛ جدرانُه تحتوي على مجموعةِ من الأقواس المصممة على الطراز الإسلامي العباسي. وتبلغ مساحته الإجمالية مع ملحقاته نحو 8,000 مترًا مربّعًا.
يتوسّطُ القصرُ بملحقاتِه قريةَ دارين على مرتفعٍ كبيرٍ قربَ سطح البحر، ويقع بين الحوطة والحي الشرقي. يحدُّ القصر بملحقاته من الجنوب مسجد صغير بمرتفع صخري ينخفض تدريجيًّا حتّى يتّصل بالبحر مباشرة حيث ميناء دارين، ومن الشرق مجموعة منازل سكنيّة ثم جامع دارين الكبير، ومن الشمال ساحة مفتوحة وغربه منزل مهجور. يُمثّل التّل الواقعة عليه القلعة طبقات رسوبية مُتراكمة، تشكل كل واحدة منها حقبة زمنية مختلفة.ّ
أخذت قلعة دارين قيمة تاريخية كبيرة خلال قيام الدّولة السعودية الأولى والثّانية وكذلك في عهد الدولة العثمانية إلا أنّها تحوّلت بملحقات القصر لأنقاض وأكوام حجارة نتيجة تهاوي الجدران وتساقطها على بعضها، ولم يبقَ منها سوى أساساتها.

### ميناء دارين
ميناء دارين ويسمى أيضاً ميناء المسك والعنبر هو ميناء بحري أثري يقع على خليج تاروت، غرب الخليج العربي. يعود تاريخ وجود الميناء إلى ما قبل العصر الإغريقي، ويُعدّ سابقاً أحد أهم المنافذ الاقتصادية لنقل البضائع والتوابل من الهند سابقاً، ومحطاً للسفن والقوارب الأخرى حاملة البضائع إلى الخليج. كما أنه كان يعج بالنشاطات الاقتصادية الأهلية كممارسة الغوص واستخراج اللؤلؤ. كانت بضائع الخضار والمنسوجات الحريرية تصل لمرفأ دارين قادمة من الصين، ومن ثم يتم تصديرها إلى جميع أنحاء البلاد العربية. حالياً، خُصِّص الميناء لقوارب الصيد الصغيرة بسبب ضحالة مياهه. وفي 2011م بدأت أعمال توسعة الميناء بقيمة 35 مليون دولار.[بحاجة لمصدر]

### متحف البنعلي

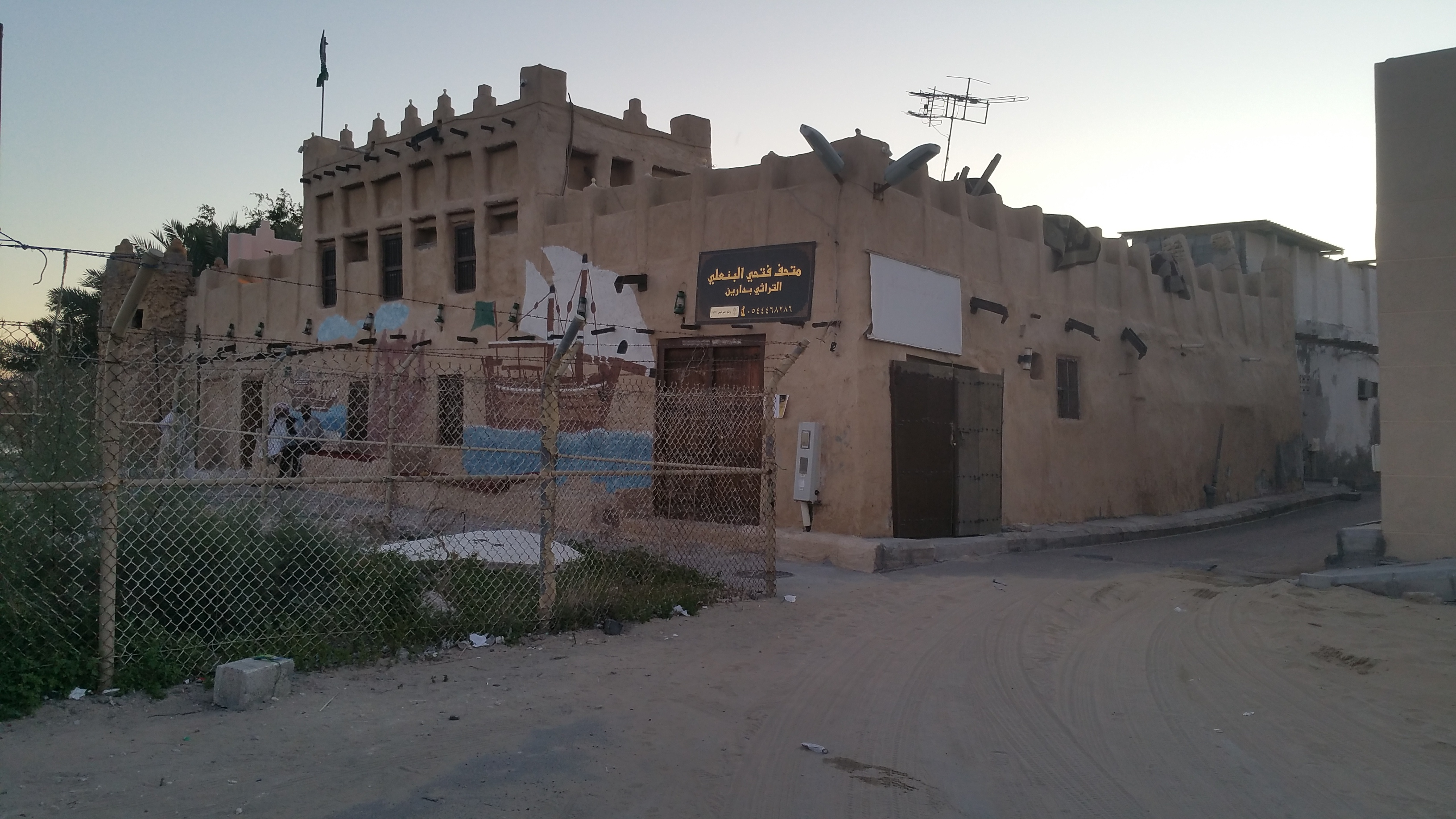
واجهة متحف دارين المجاور لقصر محمد بن عبد الوهاب الفيحاني.

متحف دارين أو متحف البنعلي أو متحف فتحي البنعلي هو متحف أثري مستقل مدعوم من قبل الهيئة العامة للسياحة والتراث الوطني السعودية، يقع في جنوب شرق بلدة دارين، بمحافظة القطيف، من المنطقة الشرقية للمملكة العربية السعودية. متحف دارين هو المتحف الوحيد في القطيف بعد توقف متحف القطيف الحضاري.

## التاريخ
قبل تشييد الكورنيش بإقامة أرصفة المشاة والدوار الذي يتوسطه، كان الساحل نقطة رسو السفن القديمة، ولا زال الكورنيش حتى الآن يتضمن ميناء دارين. وهو الذي كانت ترد إليه بضائع المسك والعطور والسيوف والمنسوجات والتوابل من الهند والبخور والمسك والأحجار الكريمة والعاج والخشب الفاخر. وكانت المنسوجات الحريرية من الصين. والبضائع العربية كاللبان والمر والعاج من الساحل الشرقي الإفريقي.

## البناء والتشييد
في التسعينيات، رُصِف كورنيش دارين وسفلتت شوارعه وتمت إنارتها على امتداد 2 كم. تبلغ مساحة المسطحات الخضراء به 52.00 متراً مربعاً. ويصل طول الأسيجة النباتية إلى 2,000 متر. يحتوي الكورنيش على 228 نخلة، و 390 شجرة. يحتوي على دورة مياه واحدة وخمس مناطق ألعاب أطفال و 30.300م2 مشايات.

## حملات التنظيف والتحسين
- أغسطس، 2014م: حملة تطوعية لتنظيف الكورنيش بتنظيم من ديوانية الماجد وأبو شويعي.[17]
- وحملة تطوعية لتنظيف الكورنيش في ديسمبر 2018 بتنظيم من فريق دارين التطوعي ضمن حملةإماطة.

## المعتقدات والأساطير
كانت قلعة دارين مع قصر الفيحاني جزءًا من العلامات الأرضية التي كان البحّارة يحدّدون بها المواقع للرسو على ساحل دارين. ونظرًا لثراء الشريط الهلالي التي تتوسطه القلعة بالآثار والهياكل العظمية، فقد شاع بين أهالي بلدة دارين قصة خرافية تفسر لهم عثورهم على هذا الكم الهائل من الأواني الفخارية، والهياكل العظمية التي لم يعتادوا على طريقة دفنها غير الإسلامية، مفاد هذه الأسطورة أن سكان جزيرة دارين كانوا فيما مضى كفارًا خسف الله بهم ثلاث مرات، وكل خسف يشكل طبقة أو مدينة مدمَّرة حسب معتقداتهم.

## معرض صور

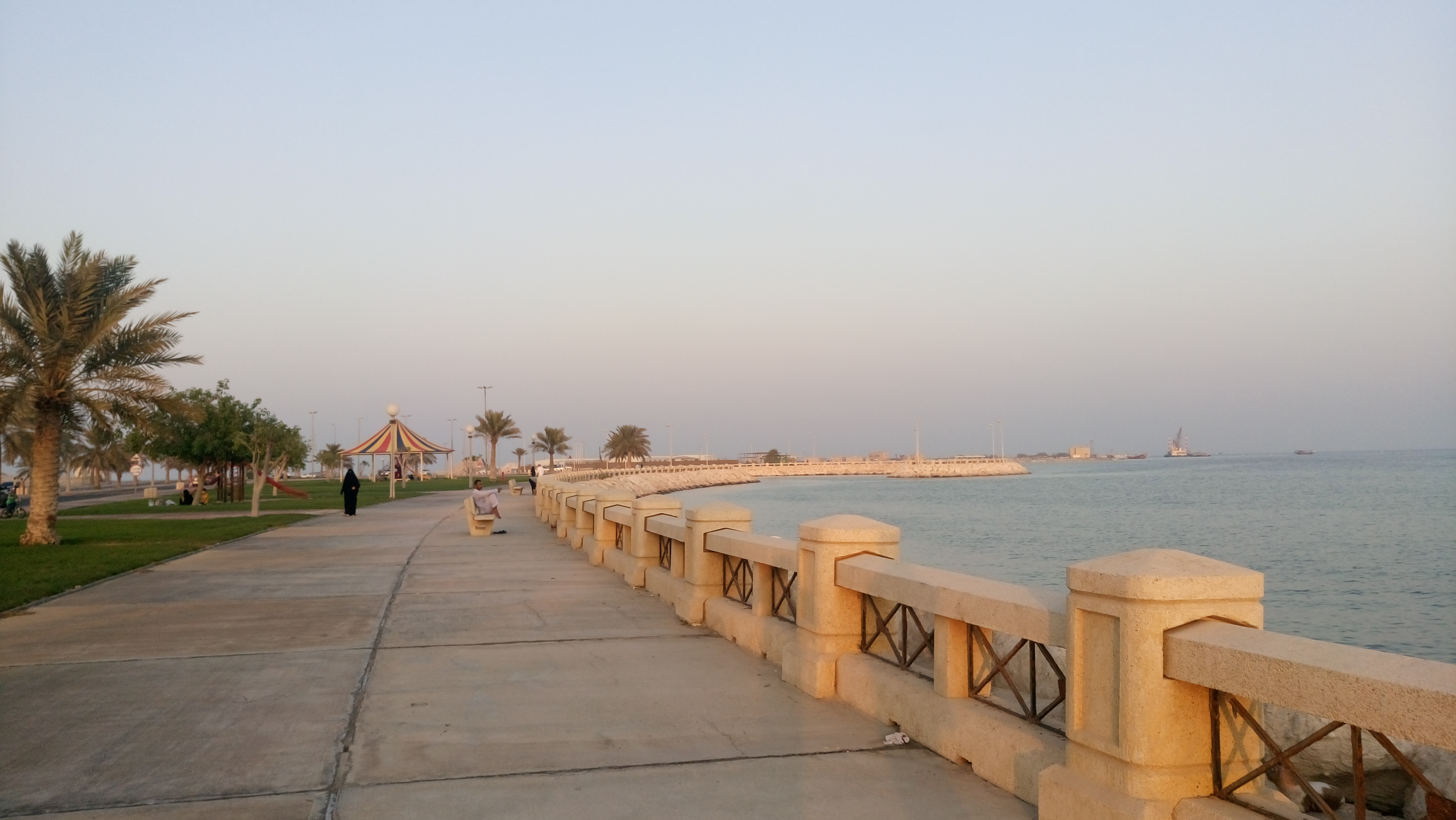
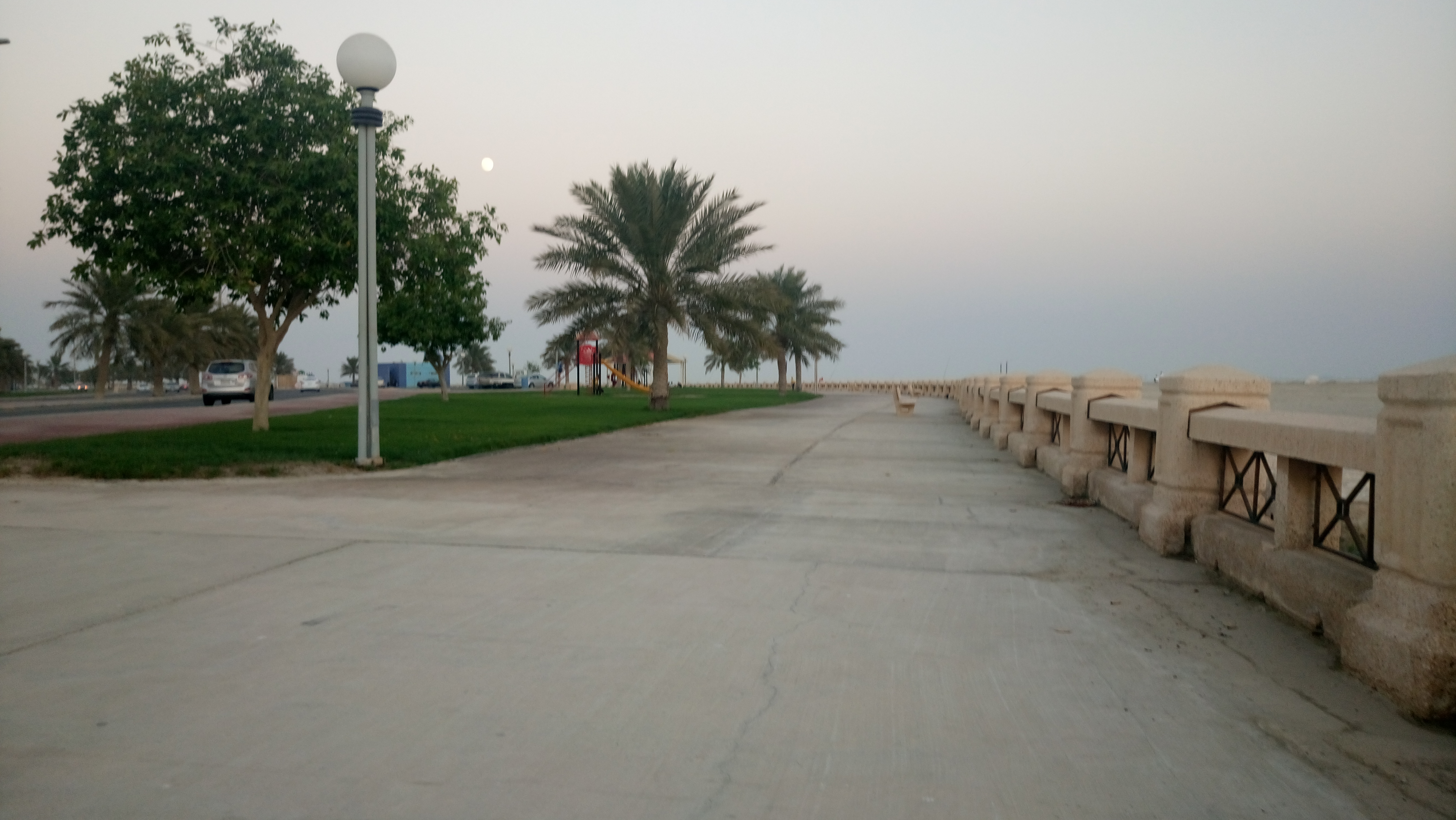
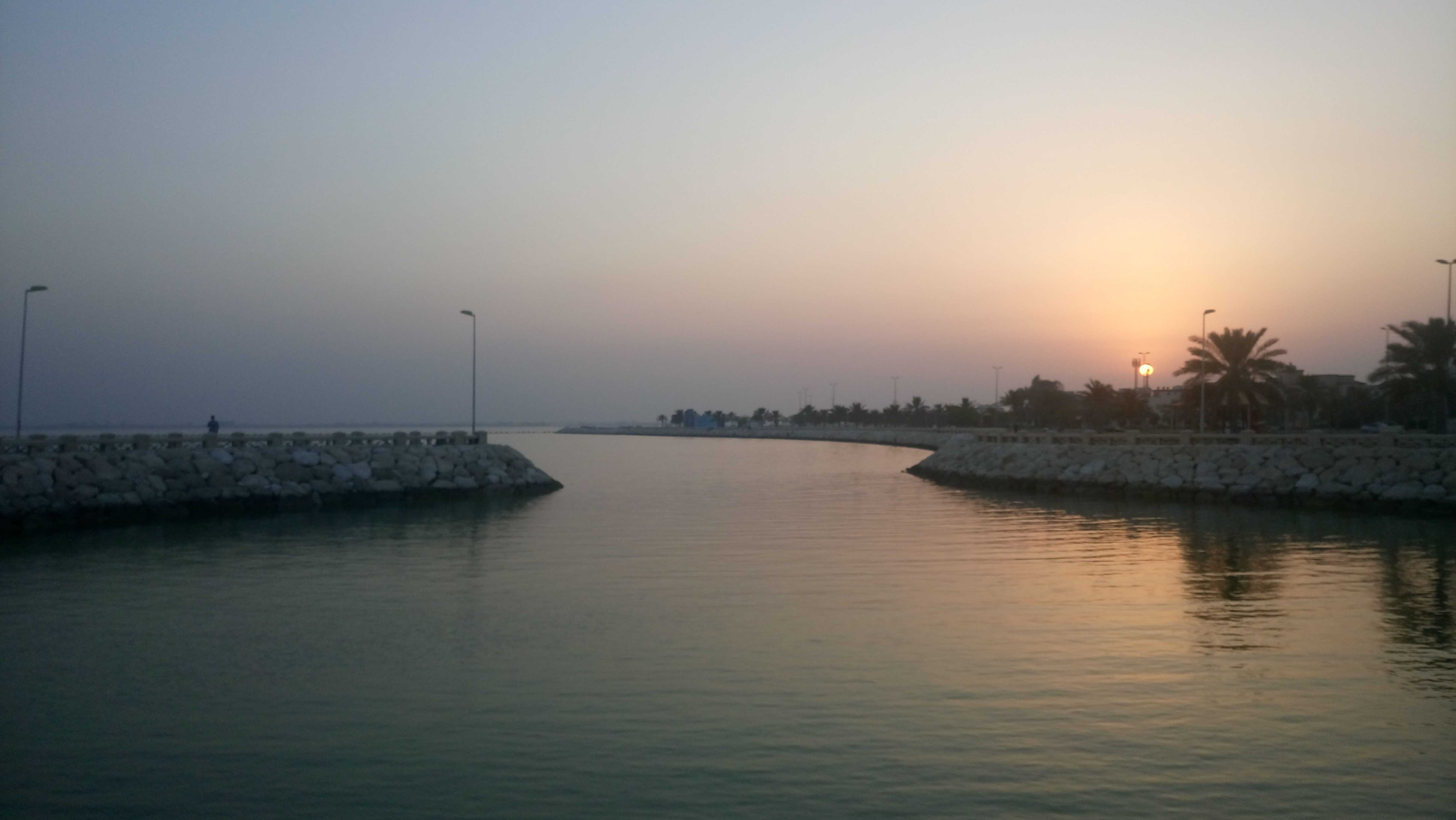
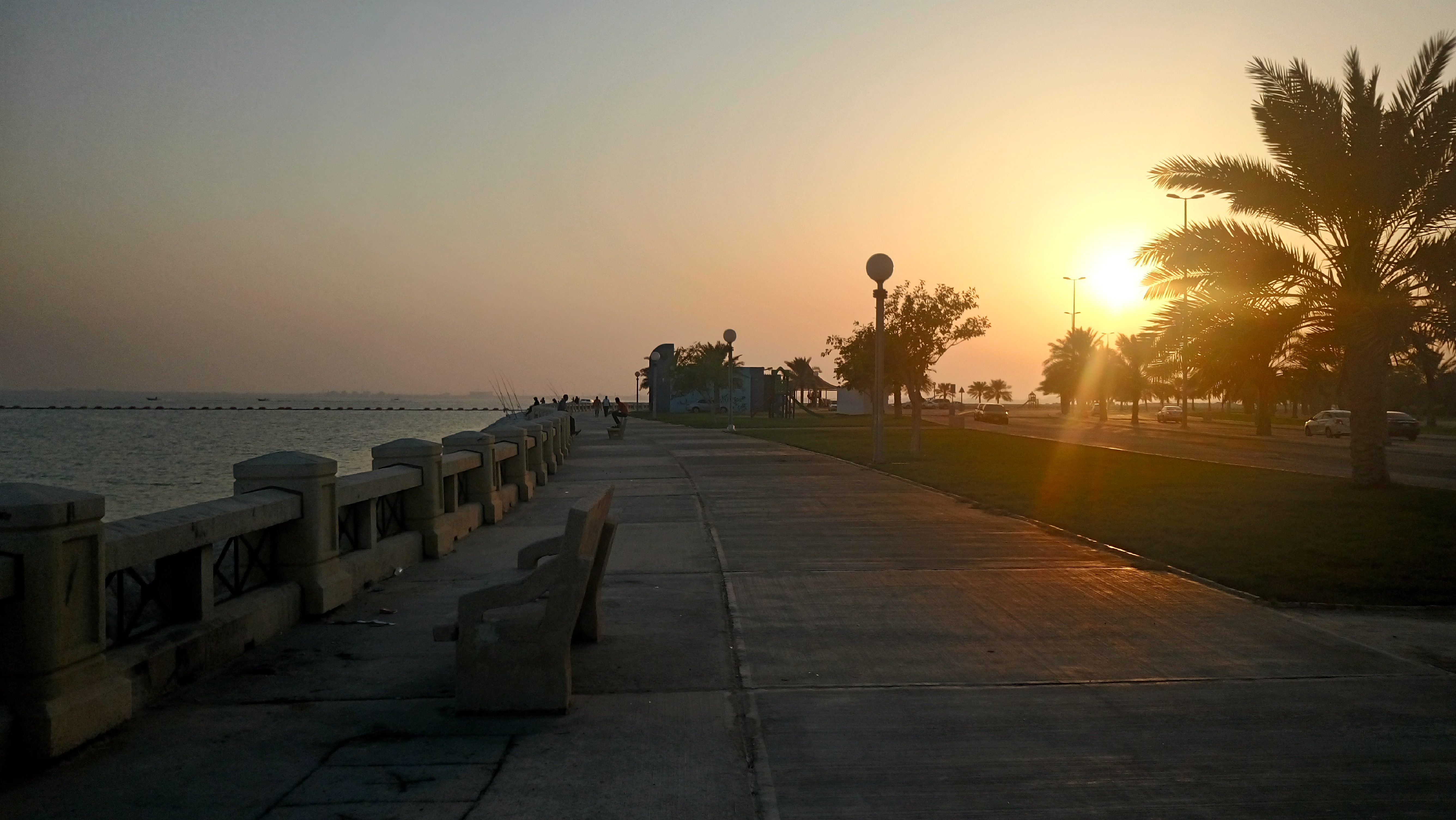
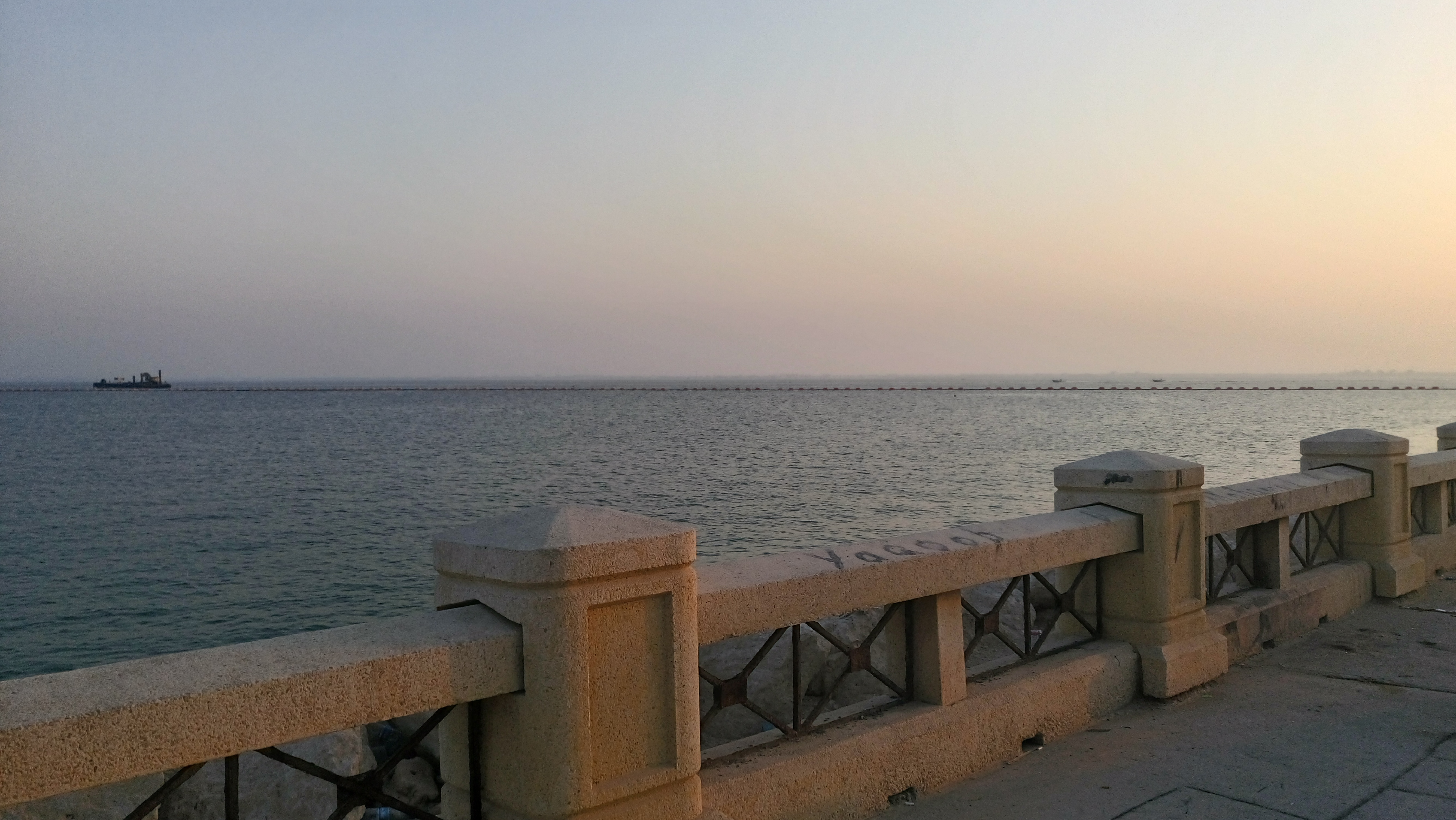
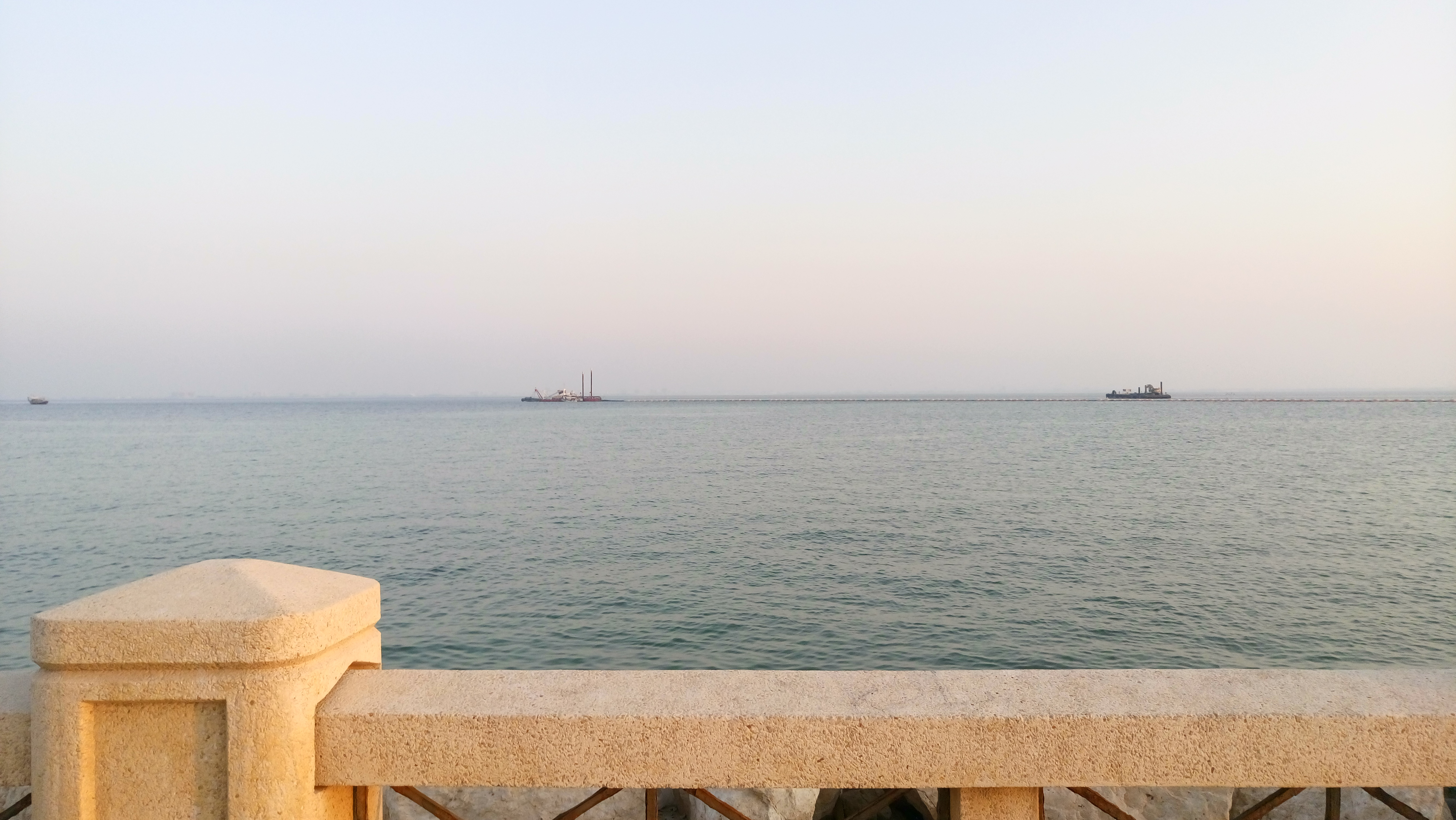

## وصلات خارجية
- لقطات جوية لجزيرة دارين ويبدو فيها كورنيش ومرفأ دارين.
- فيديو نظرة عامة لكورنيش دارين.